# Leptopharsa hintoni
Leptopharsa hintoni är en insektsart som beskrevs av Drake 1938. Leptopharsa hintoni ingår i släktet Leptopharsa och familjen nätskinnbaggar. Inga underarter finns listade i Catalogue of Life.